# Planta Potabilizadora de Villa Muñecas
La Planta Potabilizadora Muñecas es una planta potabilizadora de agua de San Miguel de Tucumán, Tucumán, Argentina. Fue creada en 1898 y se encuentra en el barrio de Villa Muñecas.

## Historia
La planta potabilizadora comenzó a ser construida el 15 de agosto de 1897, cuando se colocó la primera piedra en el gobierno de Lucas Córdoba. Esta fue inaugurada en 1898, junto con el sistema de provisión de agua potable a la capital tucumana. Originalmente, la planta filtraba, a razón de 50 litros por segundo, las aguas de los arroyos Tafí, Caínzo, Anta Yacu, Las Víboras, Cedro, Las Cañas y Las Piedras.
Todos estos arroyos poseían, en conjunto, una capacidad de 200 litros por segundo, que se depositaban en los reservorios de la planta potabilizadora. A su alrededor se asentaron obreros de Obras Sanitarias de la Nación, formando parte del barrio Villa Muñecas. En 2024 se realizó la instalación de nuevas cañerías en la planta, con el fin de aumentar su capacidad y la presión de agua de ésta.